# Max Gerson
Max Gerson (Wongrowitz, 18 ottobre 1881 – New York, 8 marzo 1959) è stato un medico tedesco con cittadinanza statunitense che ha elaborato una terapia alternativa per il trattamento di una variegata serie di patologie, tra cui i tumori, priva di riscontri scientifici. Questa terapia  fu esaminata dal National Cancer Institute (NCI) che riscontrò come le affermazioni e i dati portati da Gerson a sostegno della sua tesi non dimostravano alcun effetto per la sua terapia, che secondo la American Cancer Society non solo è inefficace, ma anche potenzialmente pericolosa per l'organismo.

## Biografia
Dopo aver frequentato diverse università tedesche ed essersi laureato in medicina all'Università di Friburgo in Brisgovia nel 1907, Gerson elaborò una dieta per curare le sue emicranie. Esercitando come medico a Bielefeld prescrisse lo stesso trattamento ad alcuni suoi pazienti che soffrivano ugualmente di emicranie ed altre patologie croniche. Per sfuggire alla persecuzione nazista contro gli Ebrei, Gerson fu costretto nel 1933 ad abbandonare gli esperimenti in corso: espatriò prima a Vienna e Parigi e quindi emigrò nel 1936 negli Stati Uniti, stabilendosi a New York.
Nel 1938 ebbe la licenza per esercitare la medicina e nel 1944 ottenne la cittadinanza americana. Lavorò privatamente e presso il "Gotham Hospital", riprendendo gli studi sulla terapia che aveva elaborato, in modo essenzialmente empirico, occupandosi in particolare della cura del cancro.

## La "terapia" Gerson
Nel 1945 fu pubblicato un articolo in cui veniva descritto un suo regime dietetico con alto contenuto di potassio e basso contenuto di sodio, privo di grassi, composto in gran parte di verdure e succhi di frutta, integrato con minerali e vitamine e preparati a base di fegato. Successivamente al trattamento si aggiunse una soluzione iodica ("Lugol"), estratto di tiroide, soluzione di potassio, pancreatina e vitamina C. Infatti secondo l'opinione personale di Gerson il cancro sarebbe una malattia degenerativa causata da uno squilibrio metabolico, in particolare nel rapporto tra sodio e potassio. 
Tale sua tesi soggettiva è, in realtà, in contrasto con l'evidenza scientifica verificata che individua una serie di cause molto diverse per i vari tipi di processi tumorali. Gerson, nelle sue teorie personali, considerava di grande importanza l'eliminazione delle tossine dall'organismo, attribuendo al fegato un ruolo importante nel processo di guarigione. Parte del suo trattamento privo di riscontri scientifici consisteva nella somministrazione di clisteri di caffè, a causa del ruolo riconosciuto alla caffeina per stimolare la produzione della bile, poiché ipotizzava di accelerare così l'espulsione delle tossine.
Gerson sostenne di aver ottenuto in tal modo positivi risultati terapeutici, ma la American Medical Association (AMA) stabilì ufficialmente nel 1949 che non esisteva alcuna evidenza scientifica che il metodo di Gerson avesse un qualche specifico valore nel controllo del cancro. Tuttavia egli continuò a sperimentare il trattamento e nel 1958 pubblicò il libro A Cancer Therapy: Results of Fifty Cases ("Una terapia per il cancro: risultati di cinquanta casi"). Il libro non è mai stato considerato scientificamente valido in quanto riporta esclusivamente una scelta di casi in cui la cura avrebbe avuto successo, senza fornire alcun dato statistico sulla totalità dei casi trattati. 
Nello stesso anno la "Medical Society" della Contea di New York lo sospese dalla pratica medica e fu interrotta la sua collaborazione con l'ospedale. Alcuni aspetti del trattamento elaborato da Gerson, come l'assunzione di verdura e frutta fresca e la riduzione o eliminazione di sodio e grassi, coincidono con i risultati della ricerca scientifica riguardo alla riduzione del rischio di contrarre alcuni tipi di cancro o altre malattie; ma l'idea di Gerson che si possa avere una regressione del cancro in seguito a una dieta e alla "disintossicazione" è in generale considerata non confermata, e priva di riscontri clinici e scientifici.

## Istituto Gerson ed eredità
Dopo la morte di Gerson nel 1959 la sua eredità venne raccolta dalla figlia, Charlotte Gerson e dal "Gerson Institute", da lei stessa fondato nel 1978, che pratica e diffonde la "terapia Gerson". Tuttavia il trattamento è illegale come terapia anticancro negli Stati Uniti, non essendo mai stata scientificamente provata la sua reale efficacia. Secondo una notizia divulgata dalla BBC nella clinica dell'Istituto in Messico vengono offerte "istruzioni terapeutiche" al costo di 4.900 dollari la settimana. Nel documentario Dying to Have Known Steve Kroschel, autore dello stesso, afferma che il costo è di 1.000 dollari.
Alle cliniche, presenti in diverse località, si aggiungono le attività di formazione e le conferenze a pagamento, condotte in tutte le parti del mondo, che fanno della diffusione di questa presunta terapia, priva di riscontri scientifici, un'impresa economicamente importante.
Le teorie di Max Gerson furono alla base di un altro metodo pseudoscientifico per la lotta al cancro, la Non-specific metabolic therapy messa a punto negli anni 1960 dal dentista William Donald Kelley.